# Nitzan Horowitz
Nitzan Horowitz (tiếng Hebrew: ניצן הורוביץ; sinh ngày 24 tháng 2 năm 1965) là một chính khách người Israel. Ông hiện là lãnh đạo của Meretz và là thành viên của Knesset. Trước đây, ông là phóng viên và nhà bình luận chính của Hoa Kỳ cho Công ty Tin tức Israel, được gọi là Tin tức Kênh 2. Trước khi tham gia truyền hình, ông đã phục vụ hai nhiệm kỳ đầy đủ trong Knesset (2009-2015) trong danh sách Meretz. Năm 2013, ông ra ứng cử thị trưởng Tel Aviv. Trước khi được bầu vào Knesset, ông là nhà bình luận đối ngoại và là người đứng đầu bàn quốc tế tại Hadashot 10, bộ phận tin tức của Kênh 10. Vào tháng 6 năm 2019, ông đã giành chiến thắng trong cuộc bầu cử lãnh đạo Meretz và hiện đang là lãnh đạo của đảng.

## Tuổi thơ
Horowitz sinh ra ở Rishon LeZion năm 1965. Ông tốt nghiệp trường Luật Đại học Tel Aviv, và bắt đầu làm báo.

## Đời tư
Horowitz là người đồng tính công khai. Ông sống ở Tel Aviv cùng với bạn đời của mình.